# Pantoporia eurygrapha
Pantoporia eurygrapha är en fjärilsart som beskrevs av Hans Fruhstorfer 1908. Pantoporia eurygrapha ingår i släktet Pantoporia och familjen praktfjärilar. Inga underarter finns listade i Catalogue of Life.